# Pictures at an Exhibition (álbum de Emerson, Lake & Palmer)

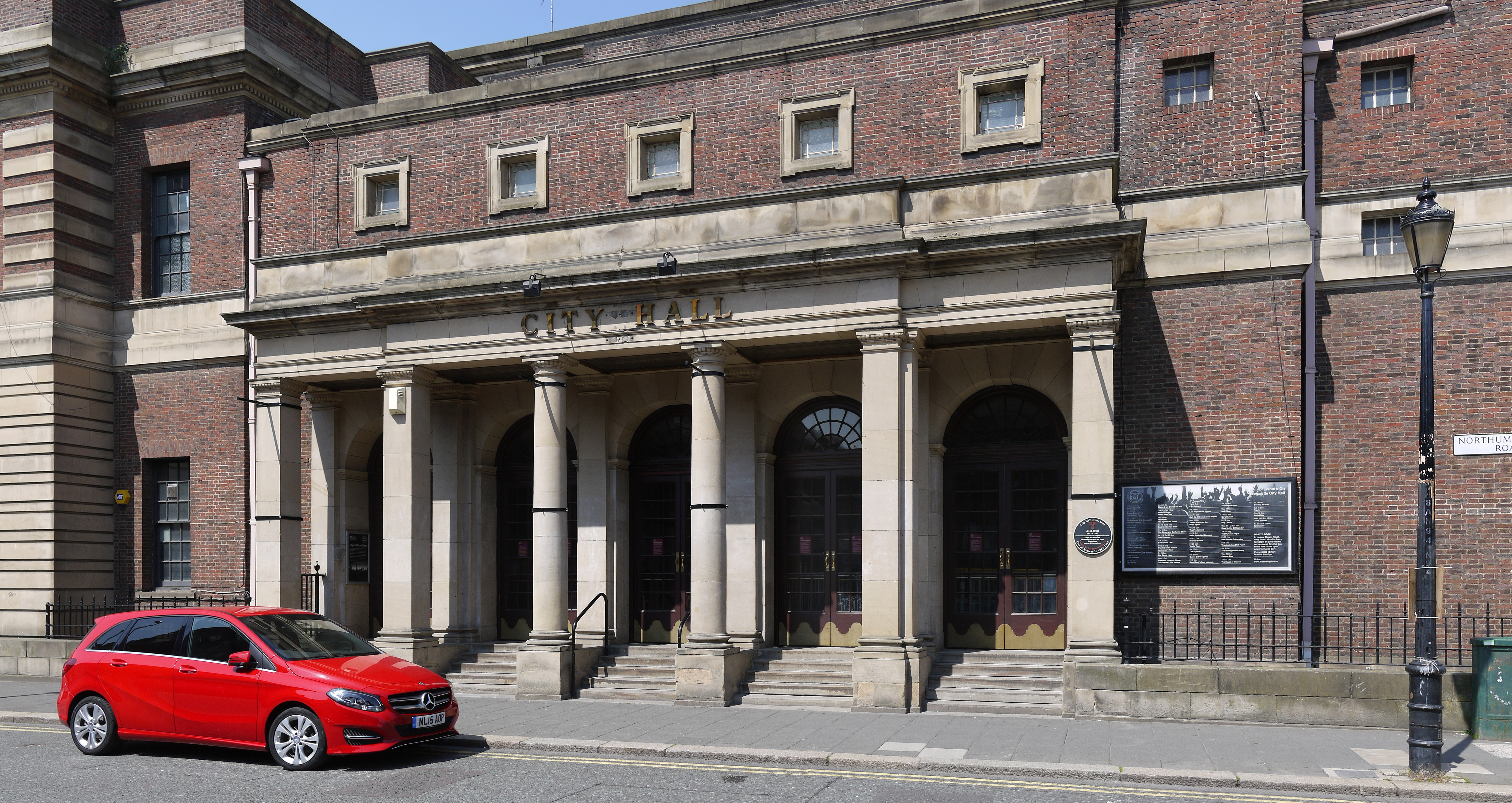
Ayuntamiento de Newcastle, lugar de grabación en directo.

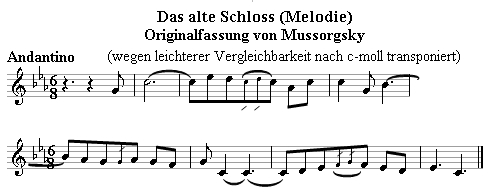
Melodía de El viejo castillo. Transposición en Do mineur. La melodía de la partitura de Músorgski está en Sol menor.

Pictures at an Exhibition es el tercer álbum de la banda de rock progresivo Emerson, Lake & Palmer, grabado en directo en marzo de 1971 y lanzado en noviembre del mismo año, con música adaptada de la obra Cuadros de una exposición de Modest Músorgski a partir de la orquestación de Maurice Ravel. Es su primer álbum en vivo. Y es uno de los documentos más significativos de la era del rock progresivo. Anteriormente, este trabajo había sido la pieza central del repertorio de la banda en el Festival de la Isla de Wight en 1970.
Keith Emerson es la estrella aquí, pero Greg Lake y Carl Palmer intervienen lo suficiente para evitar que sea sólo una presentación de teclados.
Las ilustraciones de la carpeta del disco son del artista William Neal.

## Piezas
Toda la música compuesta por Modest Músorgski excepto donde esta anotado.
A3. A4. B3. B5. Letras: Greg Lake. 
| Lado A |                   |                              |               |          |  |
| N.º    | Título            | Música                       | Arreglo       | Duración |  |
| 1.     | «Promenade»       |                              |               | 1:58     |  |
| 2.     | «The Gnome»       |                              | Carl Palmer   | 4:15     |  |
| 3.     | «Promenade»       |                              |               | 1:23     |  |
| 4.     | «The Sage»        | Edvard Grieg                 |               | 4:40     |  |
| 5.     | «The Old Castle»  |                              | Keith Emerson | 2:31     |  |
| 6.     | «Blues Variation» | K. Emerson G. Lake C. Palmer |               | 4:21     |  |

| Lado B |                                     |                            |          |  |
| N.º    | Título                              | Música                     | Duración |  |
| 1.     | «Promenade»                         |                            | 1:28     |  |
| 2.     | «The Hut of Baba Yaga»              |                            | 1:16     |  |
| 3.     | «The Curse of Baba Yaga»            | K. Emerson C. Palmer       | 4:08     |  |
| 4.     | «The Hut of Baba Yaga»              |                            | 1:06     |  |
| 5.     | «The Great Gates of Kiev (The End)» |                            | 6:29     |  |
| 6.     | «Nutrocker»                         | P. I. Chaikovski K. Fowley | 4:34     |  |

Hay cuatro piezas que no pertenecen a la obra original de Músorgski: 
- "The Sage": balada acústica basada en "La canción de Solveig", que es el último número de la "Suite nº2" de "Peer Gynt", obra compuesta por Edvard Grieg.
- "Blues Variation": un blues instrumental en tiempo rápido y con el hacer del rock. Hay una parte que pertenece al tema Interplay, de Bill Evans, famoso pianista de jazz, incluido en el LP del mismo título (1962).
- "The Curse of Baba Yaga": una pieza de rock.
- "Nutrocker": pieza que no pertenece en realidad a la obra Pictures at an Exhibition, y es una adaptación del número "Danza de los soldados de estaño" (o Marcha de los soldados de juguete), del ballet "El Cascanueces" de Piotr Ilich Chaikovski, hecha por Kim Fowley en 1962 y tocada en directo por ELP de una manera que recuerda a algunas grabaciones de The Nice.

El resto corresponde a las piezas originales de Músorgski, adaptadas al estilo del rock progresivo a partir de la orquestación de Ravel.
Carl Palmer hizo el arreglo en "The Gnome". La balada "The Sage" es una de las mejores obras de Greg Lake. La adaptación de "The Old Castle" es seguida en cadena por la "Blues Variation". "The Curse of Baba Yaga" es una de las más conocidas de este disco. Hay en el álbum dos interpretaciones de "The Hut of Baba Yaga", incluyéndose letra de "The Great Gates of Kiev".

## Músicos
- Keith Emerson - órgano Hammond C3 y L100, órgano del Newcastle City Hall, clavinet, Moog III-C, Minimoog
- Greg Lake - voz, bajo, guitarra acústica
- Carl Palmer - batería, percusión

## Sencillo correspondiente
- "Nutrocker" / "The Great Gates Of Kiev". Cotillion (marzo 1972) - POP #70